# Font de l'Aram (Antist)
La Font de l'Aram és una font del terme municipal de la Torre de Cabdella (antic terme de la Pobleta de Bellveí), del Pallars Jussà, dins del territori del poble d'Antist. Està situada a 1215 m d'altitud, al nord d'Antist, a la dreta del barranc de les Culties, anomenat en aquell tram barranc d'Enrou. És a l'extrem de ponent de la Roca de l'Espigoler.